# Joey Archibald
Joey Archibald est un boxeur américain né le 20 février 1914 à Providence, Rhode Island, et mort le 3 février 1998.

## Carrière sportive
Passé professionnel en 1932, il remporte le titre vacant de champion du monde NYSAC (New York State Athletic Commission) des poids plumes le 17 octobre 1938 après sa victoire aux points en 15 rounds contre Mike Belloise. Archibald s'empare également du titre NBA le 18 avril 1939 aux dépens de Leo Rodak, titre dont il est dépossédé l'année suivante pour ne pas avoir affronté son challenger Petey Scalzo. Battu par Harry Jeffra le 20 mai 1940, il redevient champion NYSAC le 12 mai 1941 face au même adversaire mais cède définitivement cette ceinture contre Chalky Wright le 11 septembre 1941.